# Рудзкий, Казимеж
Кази́меж Рудзкий (пол. Kazimierz Rudzki; 6 января 1911 года, Варшава — 2 февраля 1976 года, там же) — польский актёр театра и кино, диктор на радио, сатирик и конферансье в кабаре.

## Биография

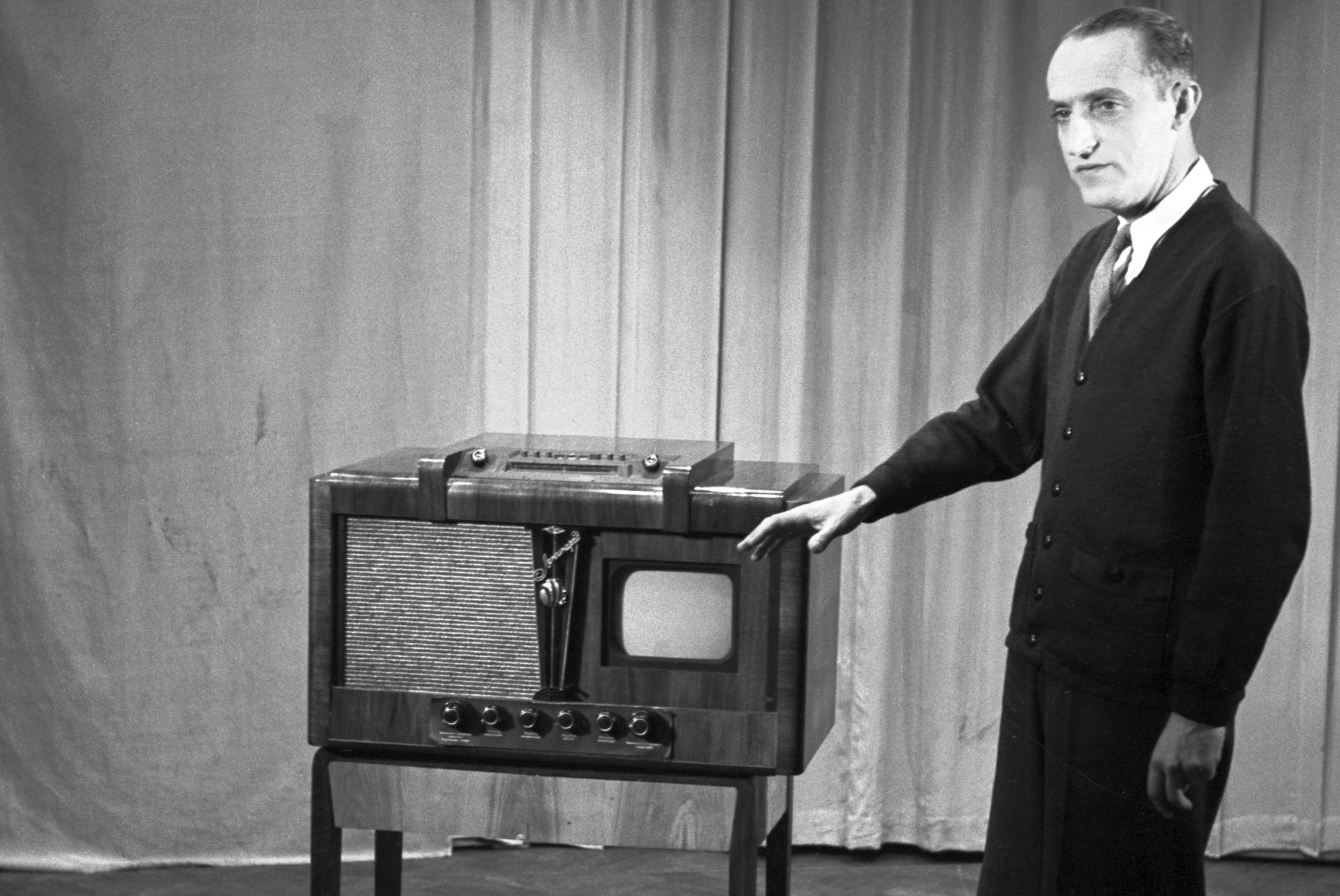
Казимеж Рудский во время презентации советского телевизора «Ленинград Т-2»

Родом из зажиточной варшавской семьи, у его отца была известная фабрика по производству граммофонных пластинок, а также торговле граммофонами и музыкальными инструментами («Фирма Б. Рудзки»). В 1935 году получил экономическое образование (Варшавская школа экономики, дипломная работа «Музыкальная промышленность в Польше») и стал работать с отцом. Одновременно, вопреки планам отца, учился актёрскому мастерству, и в 1938—1939 году начал режиссировать представления, играть маленькие роли в Театре Народовом в Варшаве.  С началом Второй Мировой Войны оказался в армии и попал в плен. До февраля 1945 года был военнопленным в лагере для офицеров, где организовал любительский театр. После освобождения из плена был ассистентом режиссёра в Кинематографической фабрике Войска Польского, где участвовал в создании военной кинохроники. После окончания войны работал режиссёром, конферансье в театре, кабаре и на радио, писал статьи в сатирическом еженедельнике, преподавал в театральной школе, выступал на телевидении.
Дядя писателя Януша Гловацкого.

## Избранная фильмография
- 1958 — Эроика / Eroica;

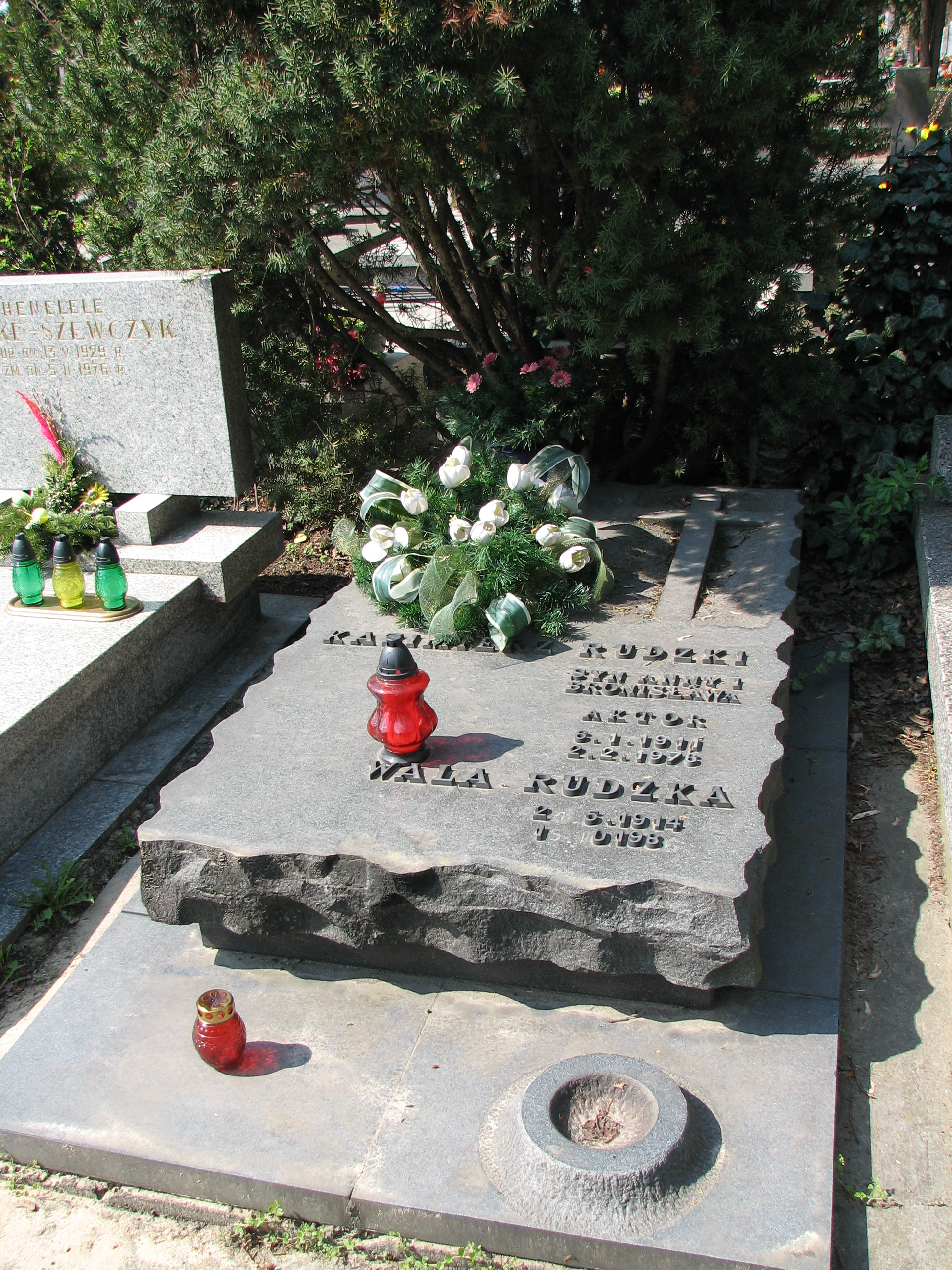
Могила Казимежа Рудского

- 1962 — Голос с того света / Głos z tamtego świata;
- 1963 — Пассажирка / Pasażerka;
- 1964 — Аватар, или Замена душ / Awatar czyli zamiana dusz;
- 1965–1966 — Домашняя война / Wojna domowa (телесериал);
- 1966 — Ленин в Польше (СССР / Польша);
- 1966 — Марыся и Наполеон / Marysia i Napoleon;
- 1968 — Я выиграл! / Ja gorę!;
- 1969 — Приключения канонира Доласа, или Как я развязал Вторую мировую войну / Jak rozpętałem drugą wojnę światową;
- 1970 — Дятел / Dzięcioł;
- 1971 — Миллион за Лауру / Milion za Laurę;
- 1971 — Не люблю понедельник / Nie lubię poniedziałku;
- 1973 — Большая любовь Бальзака / Wielka miłość Balzaka (только в 4-й серии);
- 1974 — Сорокалетний / 40-latek (только в 1-й серии).

## Признание
- 1952 — Государственная премия ПНР 3-й степени.
- 1955 — Офицерский крест Ордена Возрождения Польши.
- 1963 — Награда Министра культуры и искусства ПНР 2-й степени.
- 1967 — Нагрудный знак 1000-летия польского государства.